# Latalice
Latalice – wieś w Polsce położona w województwie wielkopolskim, w powiecie poznańskim, w gminie Pobiedziska. Stąd wywodzą się Latalscy. W Latalicach znajduje się cmentarz ewangelicki z XIX wieku, aktualnie zarośnięty krzakami. W jego pobliżu mieści się stara szkoła podstawowa, obecnie wykorzystywana jako budynek mieszkalny.
W latach 1975–1998 miejscowość administracyjnie należała do województwa poznańskiego.